# Germano II di Costantinopoli
Germano II Nauplio (in greco Γερμανός Β΄ Ναύπλιος?, Germanos II Nauplios, latinizzato Germanus II Nauplius; Anaplous, XII secolo – giugno 1240) è stato il Patriarca ecumenico di Costantinopoli (in esilio a Nicea) tra il 1223 e il 1240.

## Biografia
Nacque ad Anaplous nella seconda metà del XII secolo. Al tempo della Quarta Crociata nel 1204, prestò servizio come diacono nella Basilica di Santa Sofia; in seguito al sacco di Costantinopoli, si ritirò in un monastero di Achyraous.
Nel 1223, fu scelto dall'imperatore di Nicea Giovanni III Vatatze per occupare la sede del Patriarcato ecumenico, che si era trasferito lì dopo la caduta di Costantinopoli. Germano assunse il trono patriarcale il 4 gennaio 1223 e si dimostrò rapidamente un prezioso alleato di Vatatze. Durante tutto il suo patriarcato, Germano si sforzò di ristabilire la sua autorità come leader del mondo ortodosso politicamente frammentato, sostenendo nel contempo Vatatze nelle sue pretese sull'eredità imperiale bizantina. Così Germano si scontrò con i prelati dell'Epiro per il loro sostegno ai sovrani epiroti, e in particolare l'arcivescovo di Ocrida, Demetrio Comateno, che aveva presieduto l'incoronazione di Teodoro Comneno come imperatore a Salonicco, sfidando direttamente la posizione di Nicea. Dopo la sconfitta degli epiroti a Klokotnitsa nel 1230, tuttavia, i vescovi dell'Epiro furono gradualmente sopraffatti; nel 1232, lo scisma fu guarito con la chiesa dell'Epiro riconoscendo la sua autorità, seguita da un tour nella regione da parte di Germano nel 1238.
Al contrario, Germano era disposto a chinarsi dinanzi alle realtà politiche sulla questione della Chiesa bulgara. Nel 1235, convocò un sinodo a Lampsaco sull'Ellesponto che comprendeva patriarchi orientali, dignitari delle chiese greche e bulgare, abati di un certo numero di monasteri, incluso il Monte Athos. Questo concilio riconobbe la Chiesa bulgara come patriarcato minore. In parte questo fu il risultato di una necessità politica, come condizione per l'alleanza tra Vatatze e lo zar bulgaro Ivan Asen II, ma fu anche vista una mossa necessaria per staccare la Chiesa bulgara dalla sua sottomissione a Roma successiva al 1204. Motivi simili sono alla base del suo riconoscimento dello status autocefalo della Chiesa serba.
Sebbene feroce critico degli "errori" percepiti della Chiesa cattolica e autore di numerosi trattati anticattolici, inizialmente era disposto a un riavvicinamento con Roma. Nel 1232, inviò un gruppo di francescani, dal cui comportamento e desiderio di riconciliazione era stato colpito, come inviati al Papa. Germano propose di convocare un concilio ecumenico completo, con l'obiettivo di riunire le Chiese. In risposta, una delegazione di francescani e domenicani arrivò a Nicea nel 1234, ma il loro mandato era limitato: non avevano l'autorità per condurre alcuna trattativa, solo per sondare l'imperatore e il patriarca. La delegazione latina partecipò a un consiglio tenuto a Nymphaion, ma rovinò in acrimonia tra greci e latini. Gli inviati papali tornarono a Roma, mentre i niceani attaccarono Costantinopoli.